# 影 (2004年の映画)
『影』（かげ）は、2004年製作の日本映画である。TWILIGHT FILEシリーズの1作目にあたる。主演を金子昇が務め、ヒロインの佐伯小夜役には新人の比嘉愛がオーディションにて抜擢された。

## 登場人物

### 主要人物
- 風間亮 - 金子昇
- 雨宮裕子 - 拓麻早希
- 海藤治 - 原口まさあき
- 水島雄一郎 - 車だん吉
- 佐伯小夜 - 比嘉愛

### その他
- 木月洋平 - 大輪教授
- 仁 - 篠田光亮
- 由美 - 若尾桂子
- 堀田 - 阿部敏
- 河合 - 脇村友梨子
- 桑原悠太
- 路川あかり
- 岡田智恵子
- 戸澤玲奈
- 西山千里
- 西ノ入菜月
- 福地教光
- 末永恵理
- 駒井圭一
- 藤田真央
- 太田実玖
- 江藤大世

## スタッフ
- 製作：神品信市
- エグゼクティブプロデューサー：神品信市
- プロデューサー：原和政
- 脚本：湯本美谷子
- 監督：湯本美谷子
- 助監督：林啓史
- 音楽ディレクター：TOSIMITSU
- 主題歌：飯塚愛「Love Breath」（作詞：神谷京子、作曲・編曲：クマロボ）
- 撮影：aju
- スチール：石郷友仁
- 製作チーフディレクター：西村克也
- 製作ディレクター：山多裕生
- 製作企画担当：高山重樹、松坂久美子、小川泰史
- 制作協力：有限会社パラレル
- 企画協力：バーニング養成所
- 製作：ミライ・アクターズ・プロモーション（現：MIRAI PICTURES JAPAN）
- 配給：株式会社MIRAI

## DVD
- 2005年発売
- 発売元：株式会社マジカル
- 販売元：エイベックス・マーケティング・コミュニケーションズ株式会社
- スタンダード・エディション（DVD1枚組）
映像特典は「劇場予告編・メイキング」「製作発表・インタビュー・対談」